# Autoprotolýza
Autoprotolýza je chemická reakce, při které mezi dvěma stejnými molekulami rozpouštědla dochází k výměně protonu. Jedna molekula reaguje jako Brønstedova-Lowryho kyselina a druhá jako Brønstedova-Lowryho zásada. Tato reakce probíhá do rovnováhy, a proto je to reakce rovnovážná. Nejznámější je autoprotolýza (autoionizace) vody. Je to chemická reakce, během níž se dvě molekuly vody přemění na hydroxoniový kation H3O+ a hydroxidový anion OH−.
Stejně lze popsat i další polární rozpouštědla. Každé rozpouštědlo, které obsahuje vodík schopný disociovat a volné elektronové páry, které jsou schopné jej přijmout, může podstoupit autoprotolýzu.

## Autoprotolýza vody
Při autoprotolýze vody se dvě molekuly vody přemění na hydroxoniový kation H3O+ a hydroxidový anion OH−:
2 H2O ↔ H3O+ + OH−
Tato rovnice probíhá do rovnováhy popsané rovnovážnou konstantou, která se nazývá iontový součin vody Kw:
Kw = [H3O+][OH−],
kde
[H3O+] je molární koncentrace hydroxoniových iontů
[OH−] je molární koncentrace hydroxidových iontů
Za standardních podmínek při 25 °C je u čisté vody Kw = 10−14, kdy koncentrace [H3O+] a [OH−] jsou stejné a rovnají se 10−7. Čistá voda je tedy neutrální, neboť koncentrace 10−7 odpovídá hodnotě pH=7. Hodnota Kw je citlivá na teplotu a tlak, zvyšuje se s nárůstem obou těchto veličin. Autoprotolýza vody je důvodem, proč i chemicky čistá voda má alespoň nízkou elektrickou vodivost.

## Autoprotolýza dalších sloučenin
Autoprotolýze podléhají i jiné anorganické i organické sloučeniny, které jsou dostatečně polární a schopné výměny protonu mezi stejnými molekulami.
Například autoprotolýza kapalného amoniaku probíhá podle reakce:
2 NH3 ↔ NH +
4  + NH -
2 
Iontový součin = 10−32
Autoprotolýza koncentrované kyseliny sírové:
2 H2SO4 ↔ H3SO +
4  + HSO -
4 
Iontový součin = 10−4
Autoprotolýza fluorovodíku:
3 HF ↔ H2F+ + HF -
2 
Iontový součin = 10−10,7 (0 °C)
Autoprotolýza kyseliny octové:
2 CH3COOH ↔ CH3COO− + CH3COOH +
2 